# Nachal Porija
Nachal Porija (hebrejsky: נחל פוריה) je krátké vádí v Dolní Galileji, v severním Izraeli.
Začíná v nadmořské výšce okolo 100 metrů na jihozápadních svazích hřbetu Ramat Porija, na jižním okraji obce Porija Neve Oved, která leží jižně od města Tiberias. Pak směřuje k jihozápadu a rychle sestupuje do zemědělsky využívaného a odlesněného údolí Bik'at Javne'el. Z jihu míjí archeologickou lokalitu Churvat Cejdata (חרבת צידתה). Ústí cca 1,5 kilometru severovýchodně od vesnice Javne'el zleva do vádí Nachal Javne'el.